# Poncin
Poncin är en kommun i departementet Ain i regionen Auvergne-Rhône-Alpes i östra Frankrike. Kommunen ligger  i kantonen Poncin som ligger i arrondissementet Nantua. Kommunens areal är 19,77 km². År 2022 hade Poncin 1 766 invånare.

## Befolkningsutveckling
Antalet invånare i kommunen Poncin
Referens: INSEE